# Marche-en-Famenne
Marche-en-Famenne é uma cidade e um município da Bélgica localizado no distrito de Marche-en-Famenne, província de Luxemburgo, região da Valônia.